# John Heard (színművész)
John Heard, Jr. (Washington, 1946. március 7. – Palo Alto, Kalifornia, 2017. július 21.) amerikai színész.
Egyik legismertebb alakítása Peter McCallister volt a Reszkessetek, betörők! (1990) című családi filmben és annak 1992-es folytatásában. Számos egyéb filmben játszott főszerepeket, köztük a Cutter útja (1981), a Párducemberek és a Megcsalatva (1991) című művekben. Mellékszereplőként tűnt fel többek között a Lidérces órák (1985), a Segítség, felnőttem! (1988), a Barátnők (1988), az Ébredések (1990), A Pelikán ügyirat (1993) és az Állati kiképzés (2000) című filmekben.
A televízióban a Maffiózók és A szökés című sorozatokban töltött be fontosabb szerepeket. Előbbiért 1999-ben Primetime Emmy-díjra jelölték legjobb vendégszínész (drámasorozat) kategóriában.

## Fiatalkora
1946. március 7-én született Washingtonban. Édesanyja, Helen (Sperling) közösségi színházban volt színésznő. Apja, John Henry Heard pedig a védelmi minisztérium hivatalában dolgozott. Két nővérével és öccsével együtt katolikus szellemben nevelkedett.  Nővérei közül Cordis színésznő lett. Öccse, Matthew, 1975-ben halt meg.
A Gonzaga College High School tanulója volt, majd a Clark University és Catholic University of America hallgatója lett.

## Pályafutása
Az 1970-es évek közepétől vállalt filmes, televíziós és színpadi szerepléseket. 1977-ben a The Wager című darabban lépett fel a Eugene O’Neill Theater Center-nél. 1979-ben a Skarlát betűben kapott szerepet, majd ugyanebben az évben Obie-díjat nyert az Othello és Split című darabokban nyújtott alakításáért.
1982-ben főszerepet kapott a Fagyos téli napok, 1981-ben pedig a Cutter útja című filmben. 1985-ben az Út az ismeretlenbe filmdrámában tűnt fel. 1987-ben a Ég és föld között című ABC-minisorozatban láthatták a nézők. 1988-ban a Robert Redford rendezésében készültA milagrói babháború szereplője volt.
1990-ben a nagysikerű Reszkessetek, betörők!-ben, majd annak két évvel későbbi, Reszkessetek, betörők! 2. – Elveszve New Yorkban című második részében a főszereplő kisfiú, Kevin apját alakította. 1993-ban egy FBI-ügynököt játszott A pelikán ügyiratban. 1998-ban Az utolsó dobás és a Világ legnagyobb tölcsére szereplője volt.
2013-ban a Sharknado – Cápavihar című tévéfilmben játszott.

## Magánélete
1979-ben feleségül vette Margot Kiddert, de hat nap után elváltak.
Melissa Leótól, volt élettársától egy fia született, John Matthew "Jack" Heard. Második feleségétől, Sharon Heardtól született két gyermeke: fia, Max (aki 2016. december 6-án halt meg 22 éves korában) és lánya, Annika. Harmadik feleségét, Lana Pritchardot 2010. május 24-én vette el, de hét hónappal később elváltak.
1991-ben testi sértés vádjával letartóztatták, mivel állítólag megütötte volt élettársát. 1997-ben újra bűnösnek találták egy másik ügyben.

## Halála
2017. július 21-én szívrohamban halt meg, 71 évesen. Halálát egy ritka hipertóniás szívbetegség okozta. Holttestét a kaliforniai Palo Alto-i szállodában dolgozó személyzet találta meg. Beszámolók szerint a Stanford Egyetemi Kórházban végzett kisebb hátműtétje után lábadozott.
Halála okát a boncolása után derítették ki: hátműtétje nem játszott szerepet váratlan halálában. A hírt a Santa Clara megyei igazságügyi orvosszakértői intézet is megerősítette.
Nyughelye az Old South temetőben található, a Massachusetts állambeli Ipswich-ben.

## Filmográfia

### Film

#### Nagyjátékfilm
| Év   | Magyar cím                         | Eredeti cím                               | Szerep                                       | Magyar hang      |
| ---- | ---------------------------------- | ----------------------------------------- | -------------------------------------------- | ---------------- |
| 1977 |                                    | Between the Lines                         | Harry Lucas                                  |                  |
| 1977 |                                    | First Love                                | David Bonner                                 |                  |
| 1978 |                                    | Rush It                                   | Byron                                        |                  |
| 1978 | Az udvaron                         | On the Yard                               | Juleson                                      | Schnell Ádám     |
| 1979 | Fagyos téli napok                  | Chilly Scenes of Winter (Head Over Heels) | Charles                                      |                  |
| 1980 | Dobogó szív                        | Heart Beat                                | Jack Kerouac                                 |                  |
| 1981 | Cutter útja                        | Cutter's Way                              | Alex Cutter                                  | Szakácsi Sándor  |
| 1981 | Cutter útja                        | Cutter's Way                              | Alex Cutter                                  | Háda János       |
| 1982 | Párducemberek                      | Cat People                                | Oliver Yates                                 | Jakab Csaba      |
| 1982 | Párducemberek                      | Cat People                                | Oliver Yates                                 | Bozsó Péter      |
| 1984 |                                    | C.H.U.D.                                  | George Cooper                                |                  |
| 1984 |                                    | Best Revenge                              | Charlie                                      |                  |
| 1984 |                                    | Violated                                  | Skipper                                      |                  |
| 1985 |                                    | Too Scared to Scream                      | Sid                                          |                  |
| 1985 | Korbács és kereszt                 | Heaven Help Us                            | Timothy testvér                              |                  |
| 1985 | Lidérces órák                      | After Hours                               | Tom Schorr                                   | Balkay Géza      |
| 1985 | Út az ismeretlenbe                 | The Trip to Bountiful                     | Ludie Watts                                  |                  |
| 1988 | Telefon Terror                     | The Telephone                             | telefonáló férfi                             |                  |
| 1988 | A milagrói babháború               | The Milagro Beanfield War                 | Charlie Bloom                                |                  |
| 1988 | A hetedik jel                      | The Seventh Sign                          | tiszteletes                                  |                  |
| 1988 | Segítség, felnőttem!               | Big                                       | Paul Davenport                               | Szombathy Gyula  |
| 1988 | Elárulva (Becsapva)                | Betrayed                                  | Mike Carnes FBI-ügynök                       | Rosta Sándor     |
| 1988 | Elárulva (Becsapva)                | Betrayed                                  | Mike Carnes FBI-ügynök                       | Epres Attila     |
| 1988 | Barátnők                           | Beaches                                   | John Pierce                                  | Balázsi Gyula    |
| 1989 | Kereszttűzben                      | The Package                               | Glen Whitacre ezredes                        | Galkó Balázs     |
| 1989 | Kereszttűzben                      | The Package                               | Glen Whitacre ezredes                        | Epres Attila     |
| 1989 | Kereszttűzben                      | The Package                               | Glen Whitacre ezredes                        | Vári Attila      |
| 1990 | Szellemi barangolás                | Mindwalk                                  | Thomas Harriman                              | Kőszegi Ákos     |
| 1990 |                                    | The End of Innocence                      | Dean                                         |                  |
| 1990 | Reszkessetek, betörők!             | Home Alone                                | Peter McCallister                            | Dunai Tamás      |
| 1990 | Ébredések                          | Awakenings                                | Dr. Kaufman                                  | Csernák János    |
| 1991 | Rózsa és tövis                     | Rambling Rose                             | Willcox Hillyer                              |                  |
| 1991 | Megcsalatva                        | Deceived                                  | Frank Sullivan / Jack Saunders / Dan Sherman | Balázsi Gyula    |
| 1992 | Radio Flyer – Repül a testvérem    | Radio Flyer                               | Jim Daugherty rendőrtiszt                    |                  |
| 1992 | Gladiátor                          | Gladiator                                 | John Riley                                   | Orosz István     |
| 1992 | Lápvilág                           | Waterland                                 | Lewis Scott                                  | Balázsi Gyula    |
| 1992 | Reszkessetek, betörők! 2.          | Home Alone 2: Lost in New York            | Peter McCallister                            | Dunai Tamás      |
| 1993 | Célkeresztben                      | In the Line of Fire                       | Riger professzor                             | Balázsi Gyula    |
| 1993 |                                    | Me and Veronica                           | Frankie                                      |                  |
| 1993 | A Pelikán ügyirat                  | The Pelican Brief                         | Gavin Verheek                                | Csuja Imre       |
| 1996 | A gyanú árnyéka                    | Before and After                          | Wendell Bye                                  | Juhász György    |
| 1996 | Álnokok és elnökök                 | My Fellow Americans                       | Ted Matthews alelnök                         |                  |
| 1997 | 187                                | One Eight Seven                           | Dave Childress                               | Sörös Sándor     |
| 1997 |                                    | Executive Power                           | Walker                                       |                  |
| 1997 |                                    | Men                                       | George Babbington                            |                  |
| 1997 |                                    | Silent Cradle                             | Dr. Brittain                                 |                  |
| 1998 | Az utolsó dobás                    | Snake Eyes                                | Gilbert Powell                               | Orosz István     |
| 1998 | A világ legnagyobb tölcsére        | Desert Blue                               | Lance Davidson professzor                    |                  |
| 1999 |                                    | The Secret Pact                           | Jerome Carver                                |                  |
| 1999 |                                    | Fish Out of Water                         | Gregor                                       |                  |
| 1999 |                                    | Freak Weather                             | David                                        |                  |
| 2000 | Állati kiképzés                    | Animal Factory                            | James Decker                                 | Faragó András    |
| 2000 |                                    | The Photographer                          | Marcello                                     |                  |
| 2000 | Pollock                            | Pollock                                   | Tony Smith                                   | Konrád Antal     |
| 2001 |                                    | The Boys of Sunset Ridge                  | John Burroughs                               |                  |
| 2001 | O (Othello)                        | O                                         | Bob Brable dékán                             |                  |
| 2001 | A halál tompa hangja               | Dying on the Edge                         | John Fuller                                  |                  |
| 2004 |                                    | Mind the Gap                              | Henry Richards                               |                  |
| 2004 | Feketék fehéren                    | White Chicks                              | Warren Vandergeld                            | Tarján Péter     |
| 2004 | Az én világom                      | My Tiny Universe                          | Bobby                                        |                  |
| 2004 |                                    | Under the City                            | Scova                                        |                  |
| 2005 | Elrabolva                          | The Chumscrubber                          | Lou Bratley rendőrtiszt                      |                  |
| 2005 | Edison                             | Edison                                    | Brian Tilman kapitány                        | Rosta Sándor     |
| 2005 | Az alku                            | The Deal                                  | Roseman professzor                           |                  |
| 2005 |                                    | Tracks                                    | börtönigazgató                               |                  |
| 2005 | Behajóztam az életébe…             | Sweet Land                                | Sorrensen tiszteletes                        | Csernák János    |
| 2006 | Acélváros                          | Steel City                                | Carl Lee                                     |                  |
| 2006 |                                    | Gamers: The Movie                         | Gordon apja                                  |                  |
| 2006 | Hullámtörők                        | The Guardian                              | Frank Larson százados                        | Szersén Gyula    |
| 2007 |                                    | Dead Lenny                                | Dr. Robert Hooker                            |                  |
| 2007 | Érvek és életek                    | The Great Debaters                        | Dozier seriff                                | Sörös Sándor     |
| 2007 |                                    | Brothers Three: An American Gothic        | atya                                         |                  |
| 2008 |                                    | P.J.                                      | Dr. Alan Shearson                            |                  |
| 2008 | Az Igazság Ligája – Az új küldetés | Justice League: The New Frontier          | Ace Morgan (hangja)                          | Megyeri János    |
| 2008 | Eltávozáson                        | The Lucky Ones                            | Bob                                          | Kapácsy Miklós   |
| 2009 | Az elárult sziget                  | Formosa Betrayed                          | Tom Braxton                                  |                  |
| 2009 |                                    | Little Hercules in 3-D                    | Nimms edző                                   |                  |
| 2010 |                                    | The Truth                                 | Jonathan Davenport                           |                  |
| 2011 |                                    | Whisper Me a Lullaby                      | Poppy                                        |                  |
| 2012 |                                    | The Legends of Nethiah                    | Nethiah apja                                 |                  |
| 2012 | Tökéletes befejezés                | A Perfect Ending                          | Mason Westridge                              |                  |
| 2012 |                                    | Stealing Roses                            | Walter                                       |                  |
| 2012 | A játék                            | Would You Rather                          | Conway                                       |                  |
| 2013 |                                    | The Insomniac                             | Paul Epstein                                 |                  |
| 2013 |                                    | Assault on Wall Street                    | Jeremy Stancroft                             |                  |
| 2013 |                                    | Snake and Mongoose                        | Wally Parks                                  |                  |
| 2013 | Vakszerencse                       | Runner Runner                             | Harry Furst                                  | Forgács Gábor    |
| 2013 |                                    | Torn                                      | Kalkowitz nyomozó                            |                  |
| 2014 |                                    | Warren                                    | Jack Cavanee                                 |                  |
| 2014 |                                    | Animals                                   | Albert                                       |                  |
| 2014 |                                    | Boys of Abu Ghraib                        | Sam Farmer                                   |                  |
| 2014 |                                    | The Nurse                                 | Frank                                        |                  |
| 2015 |                                    | Boiling Pot                               | Tim Davis                                    |                  |
| 2016 |                                    | Is That a Gun in Your Pocket?             | Parsons seriff                               |                  |
| 2016 | A valóságshow után                 | After the Reality                         | Bob                                          | Forgács Gábor    |
| 2016 |                                    | Jimmy Vestvood: Amerikan Hero             | J.P. Monroe                                  |                  |
| 2016 |                                    | So B. It                                  | Thurman Hil                                  |                  |
| 2017 |                                    | Searching for Fortune                     | Denton Sr.                                   |                  |
| 2017 |                                    | Counting for Thunder                      | Garrett Stalworth                            |                  |
| 2017 |                                    | Pray for Rain                             | Markus Gardener                              |                  |
| 2017 |                                    | Last Rampage: The Escape of Gary Tison    | Blackwell                                    |                  |
| 2018 | A történet (posztumusz)            | The Tale                                  | William P. Allens                            | Gyabronka József |
| 2018 |                                    | Living Among Us (posztumusz)              | Andrew                                       |                  |
| 2019 |                                    | Imprisoned (posztumusz)                   | rendőrfőnök                                  |                  |

#### Rövidfilm
- 1999: Jazz Night – John Little
- 2002: Researching Raymond Burke – Raymond Burke
- 2002: Fair Play – Owen
- 2009: Red State Blues – Fritz
- 2010: Ivan's House – Ivan
- 2014: One More Day – Tom
- 2018: Buoyancy – Frank

### Televízió

#### Tévéfilm
| Év   | Magyar cím                              | Eredeti cím                             | Szerep                       | Magyar hang   |
| ---- | --------------------------------------- | --------------------------------------- | ---------------------------- | ------------- |
| 1987 | Ég és föld között (Találd meg önmagad!) | Out on a Limb                           | Kautzky Armand               |               |
| 1987 |                                         | Dear America: Letters Home from Vietnam | Johnny 'Johnny Boy' (hangja) |               |
| 1992 | Katasztrófa Alaszka partjainál          | Dead Ahead: The Exxon Valdez Disaster   | Dan Lawn                     | Vass Gábor    |
| 1993 | Egyszervolt kisfiú                      | There Was a Little Boy                  | Gregg                        |               |
| 1994 | A remény városa                         | Spoils of War                           | Andrew                       |               |
| 1994 | A kisfiamat nem adom                    | Because Mommy Works                     | Ted Forman                   |               |
| 2000 | A szerdai nő                            | The Wednesday Woman                     | Bill Davidson                | Csernák János |
| 2001 | A nagy rablás                           | The Big Heist                           | Richard Woods                |               |
| 2002 | A sportriporter                         | Monday Night Mayhem                     | Roone Arledge                | Sörös Sándor  |
| 2002 | A pilóta felesége                       | The Pilot's Wife                        | Jack Lyons                   |               |
| 2003 | Becsületszó                             | Word of Honor                           | Dr. Steven Brandt            |               |
| 2005 | Rajzás – A pusztítás napja              | Locusts                                 | Dr. Peter Axelrod            |               |
| 2008 | Generációs szakadék                     | Generation Gap                          | Winters igazgató             |               |
| 2011 | Válság a Wall Streeten                  | Too Big to Fail                         | Joe Gregory                  | Rosta Sándor  |
| 2013 | Sharknado – Cápavihar                   | Sharknado                               | George                       | Ujréti László |
| 2013 | Sharknado – Cápavihar                   | Sharknado                               | George                       | Sörös Sándor  |

#### Sorozat
| Év        | Magyar cím                               | Eredeti cím                       | Szerep                           | Megjegyzések                                                           |
| --------- | ---------------------------------------- | --------------------------------- | -------------------------------- | ---------------------------------------------------------------------- |
| 1985      |                                          | Tender Is the Night               | Abe North                        | minisorozat (3 epizód)                                                 |
| 1986      | Miami Vice                               | Miami Vice                        | Laurence Thurmond                | - 1 epizód (Nincs visszaút) - magyar hangja: - Nagy Gábor - Csuja Imre |
| 1994–1999 | Esküdt ellenségek                        | Law & Order                       | Mitch Burke / Walter Grobman     | 2 epizód                                                               |
| 1995      | Végtelen határok                         | The Outer Limits                  | Paul Stein                       | 1 epizód                                                               |
| 1995–1996 |                                          | The Client                        | Roy "Reverend Roy" Foltrigg      | 21 epizód                                                              |
| 1999–2004 | Maffiózók                                | The Sopranos                      | Vin Makazian nyomozó             | 5 epizód                                                               |
| 2000      | Tökéletes gyilkos, tökéletes város       | Perfect Murder, Perfect Town      | Larry Mason                      | minisorozat                                                            |
| 2001      | Esküdt ellenségek: Bűnös szándék         | Law & Order: Criminal Intent      | Larry Wiegert                    | 1 epizód                                                               |
| 2002      | Angyali érintés                          | Touched by an Angel               | Allen                            | 1 epizód                                                               |
| 2002      | Esküdt ellenségek: Különleges ügyosztály | Law & Order: Special Victims Unit | Gregory Rossovitch / Peter Sipes | 1 epizód                                                               |
| 2002      | Hack – Mindörökké zsaru                  | Hack                              | Paul Ballinger                   | 1 epizód                                                               |
| 2003–2005 | CSI: Miami helyszínelők                  | CSI: Miami                        | Kenwall Duquesne                 | 4 epizód                                                               |
| 2004–2005 | Jack és Bobby                            | Jack & Bobby                      | Dennis Morgenthal                | 5 epizód                                                               |
| 2005      | Gyilkos számok                           | Numb3rs                           | Peter Houseman                   | 1 epizód                                                               |
| 2005–2006 | A szökés                                 | Prison Break                      | Frank Tancredi kormányzó         | 1 epizód                                                               |
| 2006      | Csillagközi romboló                      | Battlestar Galactica              | Barry Garner parancsnok          | 1 epizód                                                               |
| 2007      |                                          | Cavemen                           | Tripp                            | 1 epizód                                                               |
| 2007–2010 | Törtetők                                 | Entourage                         | Richard Wimmer                   | 2 epizód                                                               |
| 2008      | Elsőszámú ellenségem                     | My Own Worst Enemy                | Peter                            | 1 epizód                                                               |
| 2009      | Fenevad                                  | The Beast                         | Dr. Blake                        | 1 epizód                                                               |
| 2009      | Terepen                                  | Southland                         | Ben Sherman Sr.                  | 2 epizód                                                               |
| 2013      | Észlelés                                 | Perception                        | Evan Rickford képviselő          | 2 epizód                                                               |
| 2014      | CSI: A helyszínelők                      | CSI: Crime Scene Investigation    | Roger Ridley                     | 1 epizód                                                               |
| 2014      | Modern család                            | Modern Family                     | Gunther Thorpe                   | 1 epizód                                                               |
| 2014      | A célszemély                             | Person of Interest                | Roger McCourt                    | 1 epizód                                                               |
| 2014      | Zürös viszonyok                          | Mistresses                        | Bruce Sappire                    | 1 epizód                                                               |
| 2014      | NCIS: Los Angeles                        | NCIS: Los Angeles                 | Michael Thomas                   | 3 epizód                                                               |
| 2014      |                                          | The Lizzie Borden Chronicles      | William Almy                     | minisorozat (2 epizód)                                                 |
| 2016      | Sherlock és Watson                       | Elementary                        | Henry Watson                     | 1 epizód                                                               |
| 2016      | MacGyver                                 | MacGyver                          | Arthur Ericson                   | 1 epizód                                                               |
| 2017      |                                          | APB                               | Joe Reeves                       | 1 epizód                                                               |
| 2017      |                                          | Outsiders                         | Kentucky alkormányzó             | 1 epizód                                                               |